# ليكاو
أليكس دا بايكساو ألفيس المعروف بـليكاو (17 يناير 1993 في البرازيل - ) هو لاعب كرة قدم برازيلي يلعب في مركز الجناح.

## مسيرة اللاعب
لعب مع نادي باهيا دي فيرا ونادي أتلتيكو فيروفياريو ونادي كولو كولو ريجاتاس ونادي بارنايبا ونادي تاركسيين راينباوز ونادي بالزان ونادي الأخدود ونادي بيركيركارا ونادي الوشم.